# Danilo Contaldo
Danilo Contaldo, detto Danilo Da Fiumicino (Roma, 19 dicembre 1979), è un conduttore radiofonico, comico e scrittore italiano.
È noto per la sua partecipazione al programma Chiamate Roma Triuno Triuno su Radio Deejay e per il podcast De Core.

## Biografia
Cresciuto a Fiumicino, sviluppa sin da giovane una passione per la comunicazione e per il mondo della radio. Prima di intraprendere la carriera nello spettacolo, ha lavorato come impiegato.
Il suo debutto radiofonico avviene come ascoltatore attivo del programma Chiamate Roma Triuno Triuno di Radio Deejay, dove si distingue per l’umorismo spontaneo. In seguito all'apprezzamento del Trio Medusa, diventa una presenza fissa della trasmissione, contribuendo con rubriche comiche.
Durante la pandemia di COVID-19, amplia la propria notorietà attraverso i social media, in particolare su Instagram, dove diffonde contenuti comici e riflessioni quotidiane, raggiungendo oltre 570.000 follower nel 2025.

## Carriera

### Radio
All'interno del programma Chiamate Roma Triuno Triuno su Radio Deejay, cura diverse rubriche umoristiche, tra cui:
- Ciamaifattocaso, dedicata a osservazioni ironiche su dettagli trascurabili della quotidianità;
- Danilo risponde, con risposte comiche alle domande degli ascoltatori;
- L’ultimo romantico, che raccoglie racconti di storie d’amore improbabili;
- La birrubrica, con curiosità sul mondo della birra;
- Notizie belle belle belle, incentrata su notizie positive e poco note.

### Podcast
Nel 2023 avvia il podcast De Core insieme ad Alessandro Pieravanti, batterista del gruppo musicale Il Muro del Canto. Prodotto da Dopcast e distribuito da Sony Music Entertainment, il format si articola in conversazioni con personaggi del panorama artistico e culturale italiano, incentrate sulle passioni che “smuovono il cuore” degli ospiti — dalla musica al cinema, dal cibo allo sport. Tra i partecipanti figurano Marco Masini, Zerocalcare, Alessandro Borghese, Paola Turci, Claudia Gerini, Pablo Trincia, Giancane e tanti altri.

### Televisione
Nel 2022 partecipa al programma culinario Celebrity Chef, in onda su TV8 e condotto da Alessandro Borghese, dove sfida Max Giusti in una gara ai fornelli.

### Pubblicazioni
Nel 2025 pubblica il volume Roma. Guida per romani, stranieri, scettici e innamorati, una guida non convenzionale alla città di Roma, caratterizzata da uno stile ironico e personale, che mescola aneddoti, suggerimenti gastronomici e riflessioni sulla vita quotidiana.

## Vita privata
È sposato dal 2012 con Arianna Antonacci. La coppia gestisce un bed and breakfast a Roma e spesso racconta aneddoti di vita familiare durante le dirette radiofoniche.